# 港区立港南中学校
港区立港南中学校（みなとくりつこうなんちゅうがっこう）は、東京都港区港南四丁目にある区立中学校。

## 概要
1963年（昭和38年）に設立された公立中学校である。港区立港南小学校と港区立港南幼稚園が併設されている。
立地は港区内の南東部に位置し、交通の便は、西側にJR・京急線の品川駅、南側にりんかい線の天王洲アイル駅がある。
周囲には教育施設が多く、北側に東京都立港特別支援学校と少し離れた場所に港区立芝浦小学校が、南側隣接地には東京海洋大学品川キャンパスが存在する。

## 沿革
- 1963年（昭和38年）4月1日 - 港区立港南中学校として開校。
- 1965年（昭和40年）4月1日 - 港区教育委員会指定研究発表。
- 1983年（昭和58年）4月1日 - 港区立港南中学校肢体不自由学級設置。
- 1986年（昭和61年）3月23日 - 校舎改築のため、仮校舎へ移転。
- 1987年（昭和62年）12月24日 - 新校舎完成、移転。
- 1990年（平成2年）11月20日 - 東京都中学校長会秋季定期総会 研究発表。
- 1995年（平成7年）2月14日 - 文部省指定心身障害児理解推進校並びに港区教育委員会研究協力校研究発表。
- 1999年（平成11年）11月12日 - 港区教育委員会研究協力校研究発表。
- 2005年（平成17年）2月18日 - 港区研究奨励校発表。
- 2008年（平成20年） - 港区教育委員会研究奨励校研究発表。
- 2009年（平成21年） - 港区教育委員会研究奨励校研究発表。
- 2010年（平成22年）1月29日 - 港区教育委員会研究奨励校研究発表[1]。
- 2023年（令和5年）1月 - 全教科 思考力の育成パイロット校・全教科 授業改善推進拠点校となる[2]。

## 教育方針
教育目標
「すすんで、豊かな心と健やかな身体を育む生徒」
「すすんで、自他の敬愛と協力を重んずる生徒」
「すすんで、学ぶ意欲と深く考える力を伸ばす生徒」
生徒数と教員数
| 年度     | 生徒総数 | 1年生 | 2年生 | 3年生 | 教員数 | 職員数 |
| -------- | -------- | ----- | ----- | ----- | ------ | ------ |
| 平成23年 | 104人    | 23人  | 34人  | 47人  | 14人   | 4人    |
| 平成24年 | 152人    | 95人  | 22人  | 35人  | 15人   | 4人    |
| 平成25年 | 204人    | 84人  | 97人  | 23人  | 19人   | 5人    |
| 平成26年 | 275人    | 84人  | 93人  | 98人  | 20人   | 5人    |
| 平成27年 | 241人    | 62人  | 84人  | 95人  | 19人   | 5人    |
| 平成28年 | 257人    | 105人 | 68人  | 84人  | 21人   | 5人    |
| 平成29年 | 255人    | 80人  | 104人 | 71人  | 20人   | 4人    |
| 平成30年 | 271人    | 89人  | 79人  | 103人 | 22人   | 3人    |
| 令和元年 | 299人    | 123人 | 92人  | 84人  | 25人   | 3人    |
| 令和2年  | 328人    | 114人 | 123人 | 91人  | 26人   | 3人    |
| 令和3年  | 377人    | 132人 | 119人 | 126人 | 26人   | 3人    |
| 令和4年  | 358人    | 109人 | 127人 | 122人 | 25人   | 3人    |
| 令和5年  | 356人    | 117人 | 109人 | 130人 | 26人   | 3人    |

## 通学区域
港区の中学校は自主選択制なので通学区域は港区全域。

## 交通
鉄道
- JR山手線 - 品川駅より徒歩15分。

バス
- 都営バス・品99系統 - 「港南中学校前」停留所下車